# قائمة أعمال كريستوفر نولان

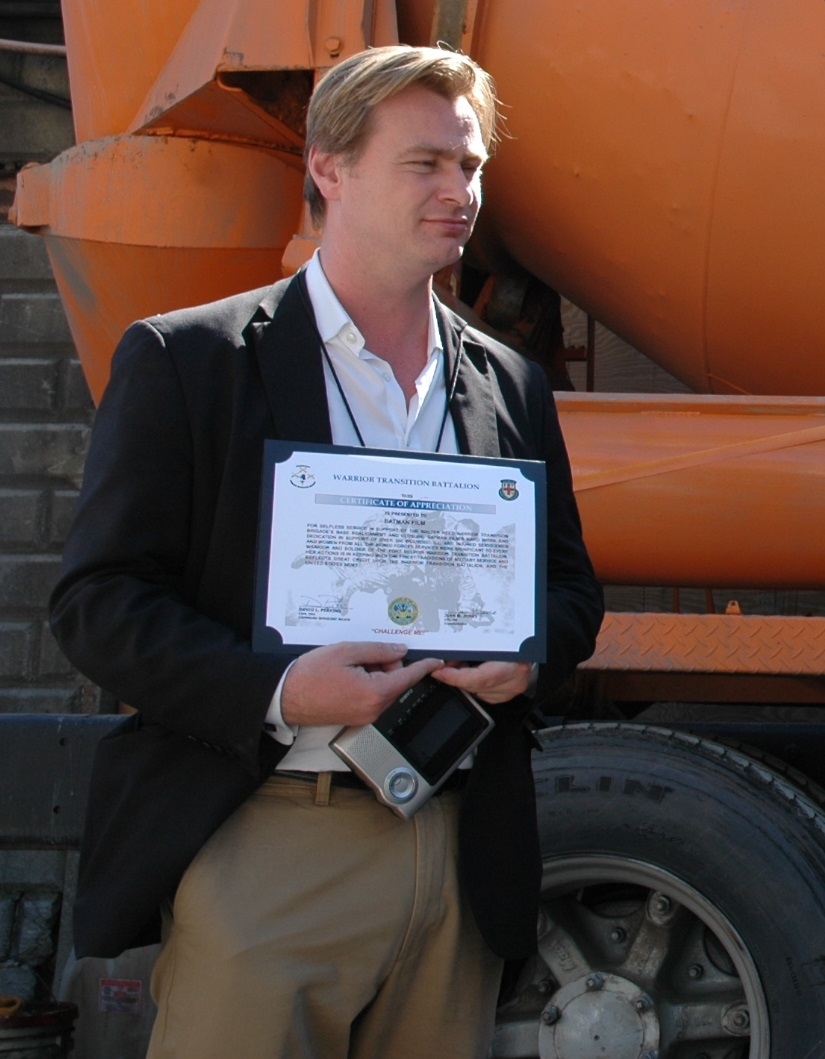
نولان في حملة الترويج لفيلمه نهوض فارس الظلام

منذ دخوله لعالم صناعة الأفلام ساهم المخرج والمنتج والكاتب البريطاني كريستوفر نولان في ثمانية عشر فيلماً (بين الروائية والقصيرة) وتعدّدت أدواره في هذه الأفلام، حيث أخرج أحد عشر فيلما روائيا (الثاني عشر تحت الإنتاج)، وأربعةٍ قصيرة، وكتب أو شارك في كتابة نفس العدد من الأفلام (أحد عشر فيلما روائيا، وأربعةٍ قصيرة)، وكانت مشاركته في الإنتاج في 15 خمسة عشر مناسبة (12 فيلماً روائياً، وثلاثة أفلام قصيرة)، كما قام بالتصوير في خمسة (فيلم طويل وأربعةٌ قصيرة)، وبالمونتاج في أربعة أفلام؛ أحدهم روائي، فيما ثلاثة قصيرة.

## المسيرة
بداية مسيرته كانت خلال سنوات دراسته في الكلية، حين أنتَجَ فيلمين قصيرين، الأول باسم «تارنتيلا» (Tarantella) أنتجهُ في 1989. والآخر يُدعى «سرقة» أو «احتيال» (Larceny) أنتجه في 1995 وصُّوِرَ خلال عُطلة الأسبوع باللونين الأبيض والأسود. وعُرِضَ في مهرجان كامبردج للأفلام في عام 1996 واعتُبِرَ من أفضلِ الأفلام التي أُنتِجت في الجامعة. لكن الفيلمين لم يعودا متاحين للمشاهدة بعد ضياعهما، ثمّ عمل على فيلم قصير آخر عندما كان في سنّ السابعة والعشرين عام 1997 حمل عنوان «حشرة دودل» (Doodlebug)، وهو فيلم فانتازيا وإثارة نفسية لا يتعدّى طوله ثلاث دقائق، وبلغت ميزانيته حوالي 1000 دولار، وقد كتبه وأخرجه وشارك في إنتاجه مع زوجته إيما توماس ويحكي الفيلم الذي كان من بطولة الممثل جيريمي ثيوبالد قصة رجل يعيش في شقة قذرة وغير مرتّبة يبدو عليه القلق وهو يطارد مخلوقا صغيراً محاولاً قتله، وعندما يدركه في النهاية يتبين أنه ليس سوى نسخة مُصغّرة منه فيسحقها بحذائه ليتبين أنه داخل دوامة مُعقّدة، بظهور وجهه مجدداً خلفه وبنسخة أكبر، لقي الفيلم استحسان النقاد وحظي بإشاداتهم حيث وصفه الناقد «إدواردو توبياس» بأنه قصير جداً وجميل جداً، فيما قال الناقد «آلبيرت كيم» بأنه قد يكون أفضل فيلم قصير على الإطلاق.
بعد ذلك بعام قام بالإخراج والكتابة والتصوير والمشاركة في الإنتاج والتحرير في فيلمه الثاني «تتبع» (Following) والذي شاركته في إنتاجه أيضاً زوجته إيما توماس وقام جيريمي ثيوبالد ببطولته أيضاً، وهو فيلم جريمة وغموض وتشويق بالأبيض والأسود يحكي قصّة شاب يتجوّل في شوارع لندن ويقوم بتتبع الناس بشكل عشوائي، ليقوده شغفه ذلك لتتبع لصّ ماهر يتعرّف عليه وتتوطّد علاقتهما ببعضهما ليقوما ببعض أعمال السرقة مع بعضهم البعض، قبل أن تتطور الأحداث وتقوده لدخول دوّامة كبيرة تجعله يواجه تُهماً جنائية، أُنتج الفيلم بميزانية متواضعة لم تتجاوز 6,000 دولار أنفقها نولان من ماله الخاص بسبب عدم توفّر منتج منفّذ للمشروع، الأمر الذي اضطرّه للاستعانة بطاقم من الهواة من بعض أقاربه وأصدقائه، وصُورت معظم المشاهد في بيوت أقاربه وأصدقاءه، وفي أمكنتهم الخاصة كالمقاهي والبارات، محدودية الميزانية جعلت الكثير من العقبات في وجه نجاح العمل الذي اضطرّ نولان لقضاء سنة كاملة لإنجازه، حيث أن التصوير كان مُقتصراً على يوم السبت عندما يتفرغ الممثلون (الهواة) من أعمالهم اليومية، أُطلق الفيلم للمرة الأولى في سبتمبر 1998 في مهرجان تورونتو السينمائي الدولي عن فئة الاكتشافات الجديدة، وطُرح في دور العرض السينمائية في بريطانيا في شهر نوفمبر من العام نفسه وجمع أكثر من 240 ألف دولار، كما تم عرض الفيلم في مهرجان روتردام الدولي السينمائي حيث فاز بجائزة النمر كأفضل فيلم، ضمن خمسة جوائز فاز بها نولان عن الفيلم، منها جائزة أفضل مخرج في مهرجان نيوبورت السينمائي الدولي، بـ«رود ايلاند»، كما ترشح لعدّة جوائز أخرى أبرزها جائزة أفضل إنتاج في جوائز الأفلام البريطانية المستقلّة، حظي الفيلم بردود أفعال إيجابية من النقاد والجمهور على حد سواء، حيث حصل على متوسّط 78% من النقاد، و85% من الجمهور على موقع الطماطم الفاسدة، وكان نولان في تلك الفترة قد جهّز فكرة فيلمه الثالث الذي اقتبس قصته من قصة قصيرة عرضها عليه شقيقه الكاتب جوناثان نولان في سفر طويل جمعهما؛ تتحدث القصة عن شاب لديه خلل في ذاكرته لا يستطيع بسببه الاحتفاظ بالمعلومات الجديدة، ويضطره ذلك لكتابة مذكراته على جسده ليتذكرها وقت الحاجة، أعجب كريستوفر بفكرة القصة التي أطلقها جوناثان تحت عنوان «تذكر أنك ستموت» (Memento Mori) وقررا فيما بعد تحويلها إلى فيلم سينمائي يتّسم بالإثارة والتشويق حمل اسم «تذكار» (Memento)، وبعد عمل جوناثان على القصة تكفل كريستوفر بكتابة السيناريو، وتكفّلت صديقته إيما توماس (التي أصبحت زوجته فيما بعد) بتوفير منتج منفذ لهما، حيث اجتمعت مع المنتج المنفذ آرون ريدر من شركة نيوماركتز فيلمز (Newmarkets Films) في منتصف عام 1997، وحينما عرضت عليه السيناريو أعجب به لدرجة جعلته يقول أنه أكثر شيء عقبري ومبدع ومبتكر رآه في حياته، تكفّل آرون ريدر بإقناع منتجي شركته بتمويل الفيلم ودخلت شركة سمت إنترتاينمنت على الخط كشريك في الإنتاج، بدأ تصوير الفيلم في 7 سبتمبر 1999 واستمر 25 يوماً، ورغم ذلك لم يُعرض الفيلم إلا بعد حوالي سنة في مهرجان فينيسيا في الخامس من سبتمبر عام 2000 وطُرح في دور عرض السينما في 16 مارس من العام الموالي، لقي الفيلم استحسانا كبيراً من النقاد، حيث حصل على معدّل 92% على موقع الطماطم الفاسدة ونجح في جمع أكثر من 39,7 مليون دولار في صالات السينما، أي ما يعادل خمسة أضعاف ميزانيته التي بلغت 9 ملايين دولار.
بعد نجاحه في فيلم "Memento" نقدياً وتجارياً ارتفعت أسهم نولان ليحصل بعدها مباشرة في عام 2002 على فرصة إخراج فيلم أرق (Insomnia)، بميزانية صخمة مقارنة بأفلامه السابقة بلغت 46 مليون دولار، وكان من بطولة نجوم كبار مثل الثلاثي الحاصل على جائزة الأوسكار آل باتشينو، روبين ويليامز وهيلاري سوانك (في أول تعاون له مع نجوم الصف الأول)، حقق الفيلم نجاحاً نقدياً كبيراً بحصوله على مُعدّل 92% في موقع الطماطم الفاسدة ونجح تجارياً بجمعه لأكثر من 113 مليون رمز الدولار في شباك التذاكر العالمي.
وفيلم Insomnia هو فيلم دراما وإثارة وغموض مقتبس عن فيلم نرويجي يحمل نفس الاسم، حصل بسببه كريستوفر على جائزة أفضل مخرج بريطاني في مهرجان «جوائز دائرة نقاد سينما لندن» عام 2003.
وبعد ذلك واصل نولان نسقه التصاعدي بعد قبول شركة وارنر برذر إسناد مهمّة انتشال شخصية باتمان من الفشل الذريع الذي سقطت فيه في الفيلم الرابع من السلسلة (باتمان وروبن) عام 1997، فرغم أن الفيلم كان نتاجا عن تعاون بين نجوم كبار على مستوى التمثيل هم جورج كلوني وأرنولد شوارزنيجر وإخراج المخرج المخضرم جويل شوماخر إلاّ أن الفيلم فشل فشلاً منقطع النظير على الصعيد النقدي بحصوله على مُعدّل 11% على موقع الطماطم الفاسدة، و28% على موقع ميتاكريتيك المتخصصين في مراجعات الأفلام، لتُسند لنولان مهمّة إخراج وكتابة سيناريو الفيلم الخامس الذي حمل اسم بداية باتمان (Batman Begins) بالتشارك مع الكاتب ديفيد إس. غويور الذي كتب القصة، عُرض الفيلم في العاشر من يونيو 2005 في روسيا، ثمّ في الولايات المتحدة في الخامس عشر من نفس الشهر، حقق الفيلم نجاحا نقدياً كبيرا حيث حصل على مُعدّل 84% على موقع الطماطم الفاسدة، ونجح كذلك في شباك التذاكر بجمعه أكثر من374.2 مليون دولار.

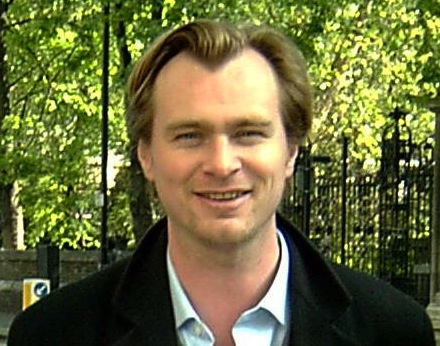
كريس نولان في سبتمبر 2005

في هذه الأثناء كان شقيقه جوناثان قد شارف على الانتهاء من كتابة سيناريو فيلمهما الجديد الذي يحمل عنوان «العظمة» (The Prestige) والمقتبَس عن رواية تحمل نفس الاسم للكاتب كريستوفر بريست، أنتج نولان الفيلم مع زوجته إيما توماس وعدة منتجين آخرين، وشارك في كتابة السيناريو مع شقيقه جوناثان، اختير النجمان هيو جاكمان وكريستيان بيل للبطولة، عُرض الفيلم في أكتوبر 2006 وحظي باستقبال نقدي باهر وجمع في صالات السينما ما يزيد عن 109 مليون دولار مقابل ميزانية بلغت 42 مليونا.
بعد النهاية من فيلم The Prestige توجه الأخوان نولان لوضع اللمسات الأخيرة على سيناريو الجزء الثاني من ثلاثية باتمان الجديدة وهو فيلم فارس الظلام بعد انسحاب الكاتب ديفيد إس. غويور من كتابة السناريو والاكتفاء بالقصة، شكّل الفيلم نقلة كبيرة في مسيرة نولان بإخراجه لفيلم وُصف بأنه أفضل أفلام سلسلة أفلام باتمان على الإطلاق وأحد أفضل أفلام الأبطال الخارقين، عُرض الفيلم في يونيو 2008 وحصد أكثر من مليار دولار في صالات السينما (وهي المرة الأولى التي يتخطى فيها نولان حاجز المليار، والمرة الأولى كذلك لفيلم من سلسلة أفلام باتمان وأفلام الأبطال الخارقين بشكل عام).

بعد الانتهاء من فيلم «The Dark Knight» الذي حقق نجاحاً باهراً كان نولان يُحضّر لفيلمه التالي «استهلال» (Inception) والذي عمل عليه لثمان سنوات (على فترات متقطعة)، وهو الفيلم الأول الذي يقوم نولان بكتابة القصة والسيناريو بالإضافة للإخراج والمشاركة في الإنتاج منذ فيلمه الأول «Follwing» عام 1998 (الأفلام الأخرى قصصها مقتبسة من روايات وقصص وأفلام)، تلقى الفيلم مراجعات إيجابية من النقاد ونجح تجاريا بعد أن جمع 825 مليون دولار في شباك التذاكر العالمي.
وفي عام 2012 عاد نولان ليُكمل ثلاثية فارس الظلام بفيلم نهوض فارس الظلام (The Dark Knight Rises) بعد أن زاوره الشكّ وفكّر حتى في الانسحاب من الإخراج بسبب غير معروف رجّحت الصحافة أن يكون بسبب النجاح الباهر للجزء السابق، والذي سيرفع سقف التوقعات للفيلم الجديد، لكنه قرر أن يخوض الرهان مع تبادل بسيط في الأدوار مع الكاتب ديفيد إس. غويور، فبعد أن وقف الاثنان معاً على القصة كتب غويور السيناريو بناء على مسودّة كتبها جوناثان نولان، وامتاز هذا الفيلم بتعدّد الشخصيات التي ظهرت في القصص المصورة والتي أُسندت لنجوم كبار، بداية من العدو الأساسي في الفيلم «بين» (توم هاردي)، مروراً بـ«تاليا الغول» (ماريون كوتيار) و«سيلينا كايل/المرأة القطة» (آن هاثاواي) و«جون بلايك/روبن» (جوزيف غوردون-ليفيت)، وغيرها من الشخصيات، عُرض الفيلم في العشرين من يوليو عام 2012 ورُغم الأحداث المأساوية التي حدثت أثناء عرضه الافتتاحي في في مدينة أورورا بولاية كولورادو الأمريكية حينما أقدم شاب يُدعى جيمس هولمز (من مواليد 1987) على قتل 12 شخصاً وجرح العشرات رميا بالرصاص في أحد صالات العرض في افتتاحية الفيلم فيما عُرف بمذبحة أورورا، رغم ذلك نجح الفيلم نجاحا كبيراً وجمع حوالي مليار و85 مليون دولار في شباك التذاكر العالمي.

بعد ذلك بعامين أخرج فيلمه التاسع «بين النجوم» (Interstellar) بعد أن رشّحه شقيقه الكاتب جوناثان لإخراج الفيلم بدلاً من المخرج المنسحب ستيفن سبيلبرغ، وقد درس نولان الكثير من علوم الفضاء قبل الفيلم من ضمنها تجربة علمية بسيطة في وكالة الفضاء الأمريكية «ناسا» ليقف على بعض تجاربهم في الموضوع من أجل الاستعداد لكتابة وإخراج الفيلم، وفعل الشيء ذاته مع المؤسسة الأمريكية لعلوم الفضاء «سبيس أكس» الذين أطلعوه على بعض التجارب السرية التي لم تُعلن بعد، فضلا عن الخبرة التي اكتسبها شقيقه جوناثان من السنوات الأربعة التي درسها في معهد العلوم والفضاء، أطلق الفيلم في في الخامس من نوفمبر عام 2014 وحظي بآراء متباينة من النقّاد، وجمع أكثر من 675 مليون دولار في صالات السينما.
وبعد فيلم وثائقي قصير (يبلغ طوله 8 دقائق) أخرجه في عام 2015 تحت اسم كواي (Quay) يُركّز على أعمال الأخوين تيموثي وستيفن كواي الرائدين في صناعة أفلام الأنميشن (والذيْن أخذ الفيلم اسمه من اسمهما) شرع نولان في فيلم جديد يحمل اسم دونكيرك (Dunkirk) يتحدّث عن أحد أشهر قصص الحرب العالمية الثانية، وهي قصة ما يُعرف بـ«انسحاب دونكيرك» أو «عملية دينامو» وهو انسحاب قامت به فلول القوات البريطانية المنهزمة في أوروبا أمام القوات الألمانية خلال بدايات الحرب العالمية الثانية عام 1940، حيث حوصر مئات الآلاف من الجيش البريطاني داخل منطقة ميناء دونكيرك. وتطلب سحب هذه القوات عملية لوجستية معقدة. بدأ تصوير الفيلم في مايو 2016 وبدأ عرضه في 21 يوليو عام 2017، وتلقّى مراجعات إيجابية من النقاد والجمهور على حدّ السواء، وجمع أكثر من 525 مليون دولار في شباك التذاكر، مع ميزانية بلغت 100 مليون. كما رُشّح لعشرات الجوائز، من أبرزها ثلاث ترشيحات لجائزة الغولدن غلوب لأفضل فيلم درامي، وأفضل مخرج لنولان، وكذلك أفضل موسيقى تصويرية، دون أن يفوز بأيّ جائزة، كما فاز بثلاثة جوائز أوسكار ضمن 8 ترشيحات نالها في الحفل التسعين لجوائز الأكاديمية.

## الأعمال الإنتاجية
ما عدا فيلم تذكار (Memento) عام 2000 وأرق (Insomnia) عام 2002 وفيلم بداية باتمان (Batman Begins) عام 2005 أنتجَ كريستوفر كلّ أفلامه. وكما أنتج أيضاً أربعة أفلام لم يُخرجها بنفسه، أول هذه الأفلام هو فيلم رجل من فولاذ (Man of Steel) عام 2013، حيث كان المُنتج المنفّذ في الفيلم الذي أخرجه زاك سنايدر وبلغت إيراداته 668 مليون دولار في صالات السينما.

وفي العام الموالي (2014) قام بالمشاركة في إنتاج فيلم الخيال العلمي «تسامي» (Transcendence) الذي كان أول تجربة إخراجية للمصوّر والي فيستر الذي عمل مُصوّراً مع نولان في جلّ أفلامه، تلقّى الفيلم الذي قام ببطولته النجمان جوني ديب ومورغان فريمان مراجعات سلبية من النقاد بحصوله على نسبة 37% على موقع الطماطم الفاسدة، كما فشل تجارياً بجمعه حوالي 103 مليون دولار فقط مقابل ميزانية بلغت 100 مليون.

وفي 2016 شارك في كتابة وإنتاج فيلم «باتمان ضد سوبرمان: فجر العدالة» (Batman v Superman: Dawn of Justice) والذي كان أيضا من إخراج زاك سنايدر؛ نجح الفيلم في جمع 873 مليون دولار في السينما مُقابل ميزانية ضخمة تعدّت ربع مليار دولار.

عام 2017 شارك مجدّدا كمنتج منفّذ في فيلم جديد لزاك سنايدر باسم فرقة العدالة (Justice League)، بلغت ميزانية الفيلم نحو 300 مليون دولار، وحصد في شباك التذاكر ما مجموعه 652.8 مليون.

## الظهور في الأفلام الوثائقية
في عام 2011 شارك نولان فيلم حمل عنوان «تلك الظلال المذهلة» (These Amazing Shadows) يحكي تاريخ وأهمية السجل الوطني السينمائي الأمريكي، وكان من إخراج بول ماريانو وكورت نورتون، وقد تم اختياره للعرض في مهرجان صاندانس السينمائي.
 وفي 2012 شارك في فيلم وثائقي آخر حمل اسم «جنباً إلى جنب» (Side by Side)، يُسلّط الضوء على تاريخ تطور التصوير الضوئي والتصوير الرقمي في السينما. أخرجه كريستوفر كينيلي وظهر فيه بجانب بعض من رموز الإخراج في هوليوود، من أمثال جيمس كاميرون ومارتن سكورسيزي وديفيد فينشر.

وفي عام 2016 ظهر في فيلم وثائقي ثالث حمل عنوان «آمال السينما» (Cinema Futures)، من إخراج مايكل بلام.

## قائمة الأعمال
| السنة | العنوان                         | العنوان                            | دوره في الفيلم | دوره في الفيلم | دوره في الفيلم | دوره في الفيلم | الميزانية             | الإيرادات             | المراجع       |
| السنة | بالعربية                        | بالإنجليزية                        | مخرج           | منتج           | كاتب           | غيره           | بالدولار الأمريكي ($) | بالدولار الأمريكي ($) | المراجع       |
| ----- | ------------------------------- | ---------------------------------- | -------------- | -------------- | -------------- | -------------- | --------------------- | --------------------- | ------------- |
| 1989  | الترنتيلة (فيلم قصير)           | Tarantella                         |                |                |                |                | غير معروف             | غير معروف             |               |
| 1996  | احتيال (فيلم قصير)              | Larceny                            |                |                |                |                | غير معروف             | غير معروف             |               |
| 1997  | حشرة دودل (فيلم قصير)           | Doodlebug                          |                |                |                | [ م 1 ]        | غير معروف             | غير معروف             |               |
| 1998  | تتبع                            | Following                          |                |                |                | [ م 1 ]        | 6,000                 | 48,482                | [ 59 ]        |
| 2000  | تذكار                           | Memento                            |                |                |                |                | 9 مليون               | 39,723,096            | [ 18 ]        |
| 2002  | أرق                             | Insomnia                           |                |                |                |                | 46 مليون              | 113,714,830           | [ 20 ]        |
| 2005  | بداية باتمان                    | Batman Begins                      |                |                |                |                | 150 مليون             | 374,218,673           | [ 29 ]        |
| 2006  | العَظَمة                          | The Prestige                       |                |                |                |                | 40 مليون              | 109,676,311           | [ 31 ]        |
| 2008  | فارس الظلام                     | The Dark Knight                    |                |                |                |                | 185 مليون             | 1,004,558.444         | [ 34 ]        |
| 2010  | زَرع الأفكار                     | Inception                          |                |                |                |                | 160 مليون             | 825,532,764           | [ 37 ]        |
| 2012  | نهوض فارس الظلام                | The Dark Knight Rises              |                |                |                |                | 250 مليون             | 1,084,939,099         | [ 40 ]        |
| 2013  | رجل من حديد                     | Man of Steel                       |                |                |                |                | 225 مليون             | 668,045,518           | [ 50 ]        |
| 2014  | تسامي                           | Transcendence                      |                | [ م 2 ]        |                |                | 100 مليون             | 103,039,258           | [ 52 ]        |
| 2014  | بين النجوم                      | Interstellar                       |                |                |                |                | 165 مليون             | 675,120,017           | [ 42 ]        |
| 2015  | كواي (فيلم قصير)                | Quay                               |                |                |                | [ م 3 ]        | غير معروف             | 51,858                | [ 60 ]        |
| 2016  | باتمان ضد سوبرمان : فجر العدالة | Batman v Superman: Dawn of Justice |                |                |                |                | 250 مليون             | 873,260,194           | [ 53 ]        |
| 2017  | دونكيرك                         | Dunkirk                            |                |                |                |                | 100 مليون             | 525,573,161           | [ 48 ]        |
| 2017  | فرقة العدالة                    | Justice League                     |                | [ م 2 ]        |                |                | 300 مليون             | 652,825,639           | [ 55 ]        |
| 2020  | عقيدة                           | Tenet                              |                |                |                |                | 250 مليون             | 363,704,105           | [ 61 ] [ 62 ] |
| 2021  | زاك سنايدر جاستس ليج            | Zack Snyder's Justice League       |                |                |                |                | 70 مليون              | 0                     | [ 63 ]        |
| 2023  | أوبنهايمر                       | Oppenheimer                        |                |                |                |                | 100 مليون             | 0                     |               |

## نجوم تعامل معهم أكثر من مرة

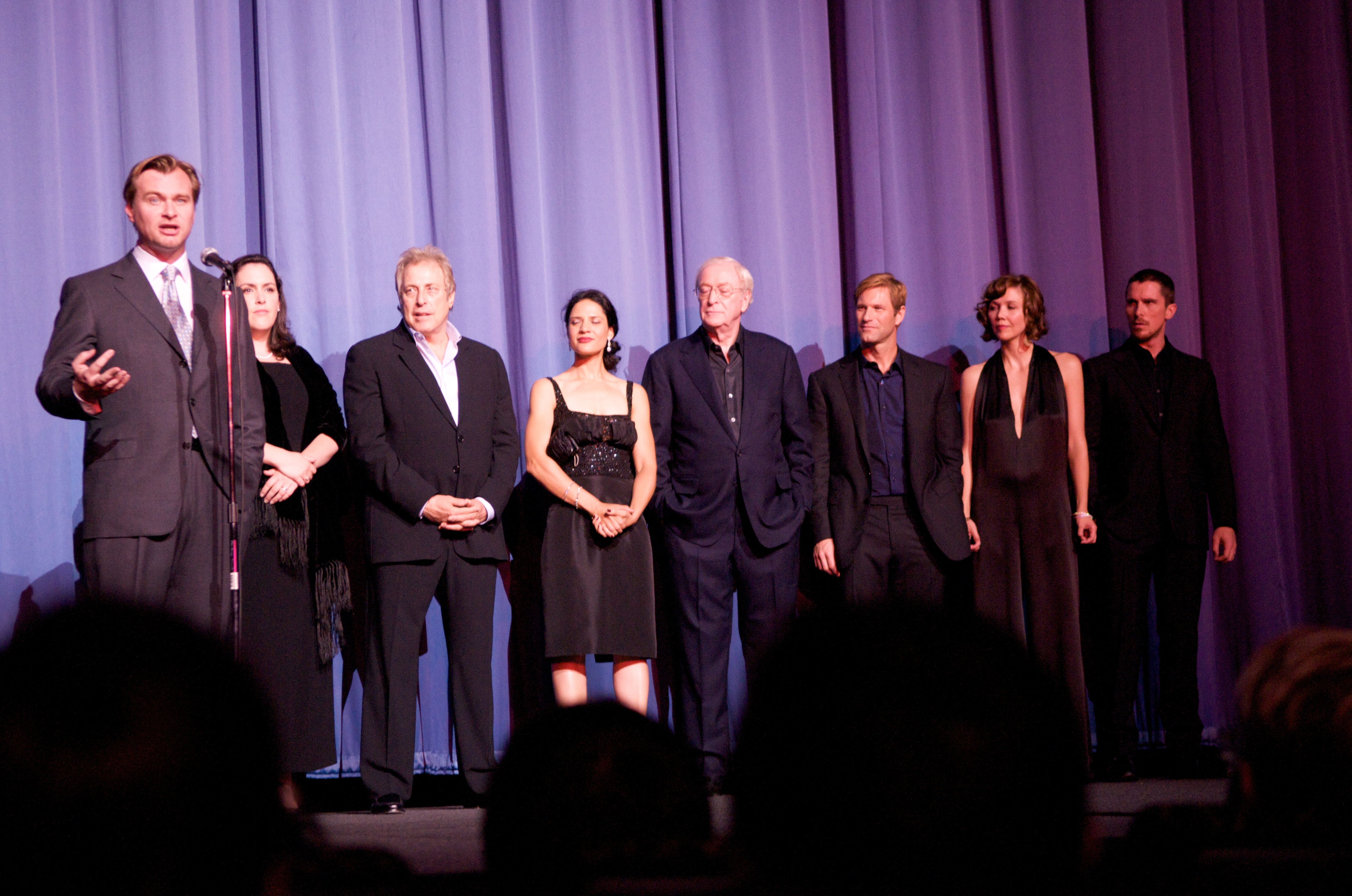
يظهر في الصورة بجانب نولان زوجته وشريكته في الإنتاج في جميع أفلامه إيما توماس، والمنتج تشارلز روفن الذي شارك في إنتاج فيلمين من أفلامه، بالإضافة للمثليْن مايكل كين وكريستيان بيل اللذيْن تعامل معهما في عدّة أعمال.

كريستوفر نولان من المُخرجين الذي يُفضّلون التعامل مع نفس الطاقم، سواء على صعيد الممثلين أو على صعيد التصوير والكتابة والإنتاج وحتى التحرير (المونتاج)، فعلى مستوى الإنتاج ساهمت زوجته إيما توماس في إنتاج جميع أفلامه، وفي الكتابة ساهم شقيقه جوناثان نولان في كتابة 5 من أهمّ أفلامه لعلّ أبرزها مشاركته في الجزئين الأخيرين من ثلاثية فارس الظلام (وهما الأكثر نجاحاً)، وعلى صعيد التحرير أو المونتاج حرّر له الأسترالي لي سميث أفلامه السبعة الأخيرة، بداية من فيلم بداية باتمان (Batman Begins) وحتى فيلم دونكيرك (Dunkirk) وكذلك قام المُلحّن الموسيقي هانز زيمر بكتابة موسيقى ستة أفلام لنولان، وسبعة أفلام تولى المُصوّر والي فيستر مهمّة التصوير فيها.

وفي جانب التمثيل تعامل نولان مع المخضرم مايكل كين في ستة أفلام متتالية (بداية من بداية باتمان 2005 وحتى انترستيلر عام 2014)، وتعاون خمس مرات مع الممثّل سيليان مورفي وأربعاً مع كريستيان بيل.

### المُمثّلون
| الممثّل             | تتبع (1998) | تذكار (2000) | بداية باتمان (2005) | العظمة (2006) | فارس الظلام (2008) | استهلال (2010) | نهوض فارس الظلام (2012) | بين النجوم (2014) | دونكيرك (2017) | عقيدة (2020) |
| ------------------ | ----------- | ------------ | ------------------- | ------------- | ------------------ | -------------- | ----------------------- | ----------------- | -------------- | ------------ |
| جون نولان          |             |              |                     |               |                    |                |                         |                   |                |              |
| توماس لينون        |             |              |                     |               |                    |                |                         |                   |                |              |
| كولين ماكفارلين    |             |              |                     |               |                    |                |                         |                   |                |              |
| مايكل كين          |             |              |                     |               |                    |                |                         |                   |                |              |
| كريستيان بيل       |             |              |                     |               |                    |                |                         |                   |                |              |
| مورغان فريمان      |             |              |                     |               |                    |                |                         |                   |                |              |
| كيليان مورفي       |             |              |                     |               |                    |                |                         |                   |                |              |
| كين واتانابي       |             |              |                     |               |                    |                |                         |                   |                |              |
| ليام نيسون         |             |              |                     |               |                    |                |                         |                   |                |              |
| ماريون كوتيار      |             |              |                     |               |                    |                |                         |                   |                |              |
| غاري أولدمان       |             |              |                     |               |                    |                |                         |                   |                |              |
| توم هاردي          |             |              |                     |               |                    |                |                         |                   |                |              |
| جوزيف غوردون-ليفيت |             |              |                     |               |                    |                |                         |                   |                |              |
| آن هاثاواي         |             |              |                     |               |                    |                |                         |                   |                |              |
| أندرو بليفان       |             |              |                     |               |                    |                |                         |                   |                |              |
| كينيث براناه       |             |              |                     |               |                    |                |                         |                   |                |              |

### غير الممثلين
| الاسم            | الوظيفة      | تتبع (1998) | تذكار (2000) | أرق 2002 | بداية باتمان (2005) | العظمة (2006) | فارس الظلام (2008) | استهلال (2010) | نهوض فارس الظلام (2012) | بين النجوم (2014) | دونكيرك (2017) | عقيدة (2020) |
| ---------------- | ------------ | ----------- | ------------ | -------- | ------------------- | ------------- | ------------------ | -------------- | ----------------------- | ----------------- | -------------- | ------------ |
| دودي دورن        | مُحرّرة        |             |              |          |                     |               |                    |                |                         |                   |                |              |
| جيمس نيوتن هاورد | مُلحّن موسيقى  |             |              |          |                     |               |                    |                |                         |                   |                |              |
| ديفيد إس. غويور  | كاتب         |             |              |          |                     |               |                    |                |                         |                   |                |              |
| إيما توماس       | مُنتجة        |             |              |          |                     |               |                    |                |                         |                   |                |              |
| تشارلز روفن      | مُنتج         |             |              |          |                     |               |                    |                |                         |                   |                |              |
| جوناثان نولان    | كاتب سيناريو |             |              |          |                     |               |                    |                |                         |                   |                |              |
| هانز زيمر        | مُلحّن موسيقى  |             |              |          |                     |               |                    |                |                         |                   |                |              |
| ديفيد جوليان     | مُلحّن موسيقى  |             |              |          |                     |               |                    |                |                         |                   |                |              |
| والي فيستر       | مدير تصوير   |             |              |          |                     |               |                    |                |                         |                   |                |              |
| هويت فان هويتما  | مدير تصوير   |             |              |          |                     |               |                    |                |                         |                   |                |              |
| لي سميث          | مُحرّر         |             |              |          |                     |               |                    |                |                         |                   |                |              |

## تقييم الأفلام في المواقع
دائماً ما تحتلّ أفلام نولان مرتبة عالية في تقييمات الأفلام في المواقع الكبيرة، سواء تلك التي تكون من اختيار النقاد أو التي يختارها الجمهور، ففي موقع قاعدة بيانات الأفلام على الإنترنت الرائد في المجال يحتلّ نولان المرتبة السابعة في قائمة أكثر المخرجين الذين تتواجد أفلامهم في قائمة أفضل 250 فيلم في التاريخ (IMDb Top 250)، حيث دخلت القائمة ثمانية أفلام من إخراجه (من أصل إحدى عشر فيلماً روائية فقط أخرجها) وهو يتصدّر القائمة من حيث نسبة تواجد الأفلام (تتخطّى الـ75%) بفارق شاسع جداً عن المنافسين. وكذلك على موقع الطماطم الفاسدة تتواجد جميع أفلامه في التصنيف العالي «موثّق كطازج» (وهي الأفلام التي تتعدّى نسبة 75%) ما عدا بينجمي (Interstellar) الذي يُعتبر «طازجاً» فقط بحصوله على نسبة 71%(«طازج» هو ما بين 60%–75%).

يضمّ هذا الجدول جميع تقييمات الأفلام التي أخرجها نولان من أهمّ ثلاثة مواقع لتقييم الأفلام، وهي:
- قاعدة بيانات الأفلام على الإنترنت: وهو موقع مشهور بتقييمات الأفلام بناء على رأي الجمهور الزائر الموقع.
- روتن توميتوز: أو موقع الطماطم الفاسدة هو أحد أشهر مواقع تقييم الأفلام، وتتمّ التقييمات بناء على آراء كوكبة من أشهر النقّاد المعتمدين للموقع.
- ميتاكريتيك: وهو موقع متخصّص في التقييمات، وتقييماته مبنية على رأي نقّاده.

آخر تحديث للأفلام في قاعدة بيانات الأفلام على الإنترنت يوم 10 يونيو 2020
| السنة | العنوان               | العنوان               | التقييم                                   | التقييم          | التقييم             | المراجع              |
| السنة | بالعربية              | بالإنجليزية           | قاعدة بيانات الأفلام على الإنترنت (من 10) | روتن توميتوز (%) | ميتاكريتيك (من 100) | المراجع              |
| ----- | --------------------- | --------------------- | ----------------------------------------- | ---------------- | ------------------- | -------------------- |
| 1989  | الترنتيلة (فيلم قصير) | Tarantella            | 7.2                                       | غ/م              | غ/م                 | [ 66 ]               |
| 1996  | احتيال (فيلم قصير)    | Larceny               | 7.8                                       | غ/م              | غ/م                 | [ 67 ]               |
| 1997  | حشرة دودل (فيلم قصير) | Doodlebug             | 7.1                                       | غ/م              | غ/م                 | [ 68 ] [ 69 ]        |
| 1998  | تتبع                  | Following             | 7.5                                       | 78               | 60                  | [ 70 ] [ 71 ] [ 72 ] |
| 2000  | تذكار                 | Memento               | 8.4                                       | 92               | 80                  | [ 73 ] [ 74 ] [ 75 ] |
| 2002  | أرق                   | Insomnia              | 7.2                                       | 92               | 78                  | [ 76 ] [ 77 ] [ 78 ] |
| 2005  | بداية باتمان          | Batman Begins         | 8.2                                       | 84               | 70                  | [ 79 ] [ 80 ] [ 81 ] |
| 2006  | العَظَمة                | The Prestige          | 8.5                                       | 76               | 66                  | [ 82 ] [ 83 ] [ 84 ] |
| 2008  | فارس الظلام           | The Dark Knight       | 9                                         | 94               | 82                  | [ 85 ] [ 86 ] [ 87 ] |
| 2010  | زَرع الأفكار           | Inception             | 8.8                                       | 86               | 74                  | [ 36 ] [ 88 ] [ 89 ] |
| 2012  | نهوض فارس الظلام      | The Dark Knight Rises | 8.4                                       | 87               | 78                  | [ 90 ] [ 91 ] [ 92 ] |
| 2014  | بين النجوم            | Interstellar          | 8.6                                       | 71               | 74                  | [ 93 ] [ 94 ] [ 95 ] |
| 2015  | كواي (فيلم قصير)      | Quay                  | 6.8                                       | 100              | غ/م                 | [ 96 ] [ 97 ]        |
| 2017  | دونكيرك               | Dunkirk               | 7.9                                       | 92               | 94                  | [ 45 ] [ 46 ] [ 47 ] |

## الشركات المُنتجة والموزّعة لأفلامه
| السنة | العنوان                         | العنوان                            | الشركات                                                                               | الشركات                                                                  |
| السنة | بالعربية                        | بالإنجليزية                        | الشركة المنتجة                                                                        | الشركة الموزعة                                                           |
| ----- | ------------------------------- | ---------------------------------- | ------------------------------------------------------------------------------------- | ------------------------------------------------------------------------ |
| 1989  | الترنتيلة (فيلم قصير)           | Tarantella                         | لا يوجد                                                                               | لا يوجد                                                                  |
| 1996  | احتيال (فيلم قصير)              | Larceny                            | لا يوجد                                                                               | لا يوجد                                                                  |
| 1997  | حشرة دودل (فيلم قصير)           | Doodlebug                          | لا يوجد                                                                               | سينما 16                                                                 |
| 1998  | تتبع                            | Following                          | Next Wave Films                                                                       | Momentum Pictures                                                        |
| 2000  | تذكار                           | Memento                            | - سمت إنترتاينمنت - Suzanne Todd                                                      | نيوماركت فيلمز                                                           |
| 2002  | أرق                             | Insomnia                           | - ألكون إنترتينمنت - Witt/Thomas Productions - Section Eight Productions              | وارنر برذرز                                                              |
| 2005  | بداية باتمان                    | Batman Begins                      | - دي سي كومكس - أفلام سينكوبي - Patalex III Productions - ليجنداري بيكتشرز            | وارنر برذرز                                                              |
| 2006  | العَظَمة                          | The Prestige                       | - توتشستون بيكشرز - نيوماركت فيلمز - أفلام سينكوبي                                    | - والت ديزني (في أمريكا الشمالية) - وارنر برذرز (في أنحاء العالم)        |
| 2008  | فارس الظلام                     | The Dark Knight                    | - دي سي كومكس - أفلام سينكوبي - ليجنداري بيكتشرز                                      | وارنر برذرز                                                              |
| 2010  | زَرع الأفكار                     | Inception                          | - ليجنداري بيكتشرز - أفلام سينكوبي                                                    | وارنر برذرز                                                              |
| 2012  | نهوض فارس الظلام                | The Dark Knight Rises              | - دي سي كومكس - أفلام سينكوبي - ليجنداري بيكتشرز                                      | وارنر برذرز                                                              |
| 2013  | رجل من حديد                     | Man of Steel                       | - دي سي كومكس - أفلام سينكوبي - ليجنداري بيكتشرز - Cruel and Unusual Films            | وارنر برذرز                                                              |
| 2014  | تسامي                           | Transcendence                      | - ألكون إنترتينمنت - DMG Entertainment - Straight Up Films                            | - وارنر برذرز (في أمريكا الشمالية) - سمت إنترتاينمنت (في أنحاء العالم)   |

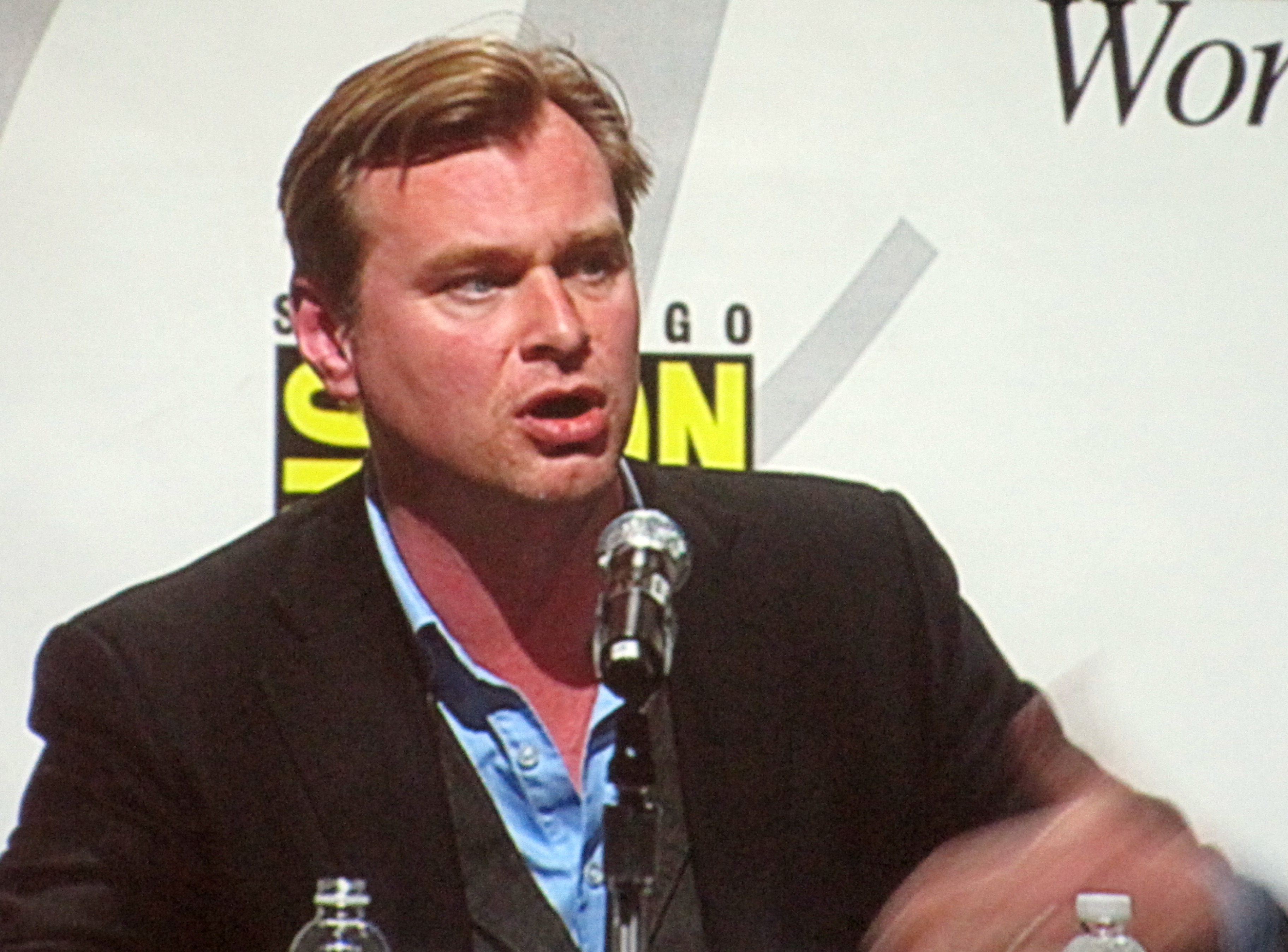
نولان في أحد مؤتمرات WonderCon عام 2010

| 2014  | بين النجوم                      | Interstellar                       | - أفلام سينكوبي - ليجنداري بيكتشرز - Lynda Obst Productions                           | - باراماونت بيكتشرز (في أمريكا الشمالية) - وارنر برذرز (في أنحاء العالم) |
| 2015  | كواي (فيلم قصير)                | Quay                               | أفلام سينكوبي                                                                         | Zeitgeist Films                                                          |
| 2016  | باتمان ضد سوبرمان : فجر العدالة | Batman v Superman: Dawn of Justice | - ريت باك دان إنترتيمنت - أفلام سينكوبي                                               | وارنر برذرز                                                              |
| 2017  | دونكيرك                         | Dunkirk                            | - أفلام سينكوبي - ريت باك دان إنترتيمنت                                               | وارنر برذرز                                                              |
| 2017  | فرقة العدالة                    | Justice League                     | - دي سي فيلمز - ريت باك دان إنترتيمنت - Atlas Entertainment - Cruel and Unusual Films | وارنر برذرز                                                              |

## الملاحظات
1. 1 2  مُحرر ومُصوّر
2. 1 2  مُنتج مُنفّذ
3. ↑  مُصور ومُوزّع موسيقى

1. ↑  غير مُقيَّم في الموقع
2. ↑  غير مُقيَّم في الموقع
3. ↑  غير مُقيَّم في الموقع
4. ↑  غير مُقيَّم في الموقع
5. ↑  غير مُقيَّم في الموقع
6. ↑  غير مُقيَّم في الموقع
7. ↑  غير مُقيَّم في الموقع